# Ligne Bakou-Tbilissi-Kars
Pour les articles homonymes, voir BTK.
La ligne Bakou-Tbilissi-Kars ou BTK (Bakü-Tiflis-Kars demiryolu hattı en turc, Bakı-Tbilisi-Qars dəmiryolu xətti en azéri, ბაქო-თბილისი-ყარსის რკინიგზა / bak’o-t’bilisi-qarsis rkinigza en géorgien) ou la ligne Kars-Akhalkalaki-Tbilissi-Bakou est une ligne de chemin de fer reliant directement l'Azerbaïdjan, la Géorgie et  la Turquie, inaugurée le 30 octobre 2017.

## Histoire
En 1993, la Turquie a fermé sa frontière avec l'Arménie - fermant le chemin de fer Kars-Gyumri-Tbilissi, qui traverse l'Arménie - pour soutenir l'Azerbaïdjan dans son conflit avec l'Arménie à la suite de la guerre du Haut-Karabagh. Un projet de chemin de fer entre l'Azerbaïdjan et la Turquie à travers la Géorgie, destiné à fournir une alternative à la route fermée, a été discuté pour la première fois en juillet 1993. 
Un accord multilatéral pour la construction du lien a été signé par les trois pays en janvier 2005. En raison d'un manque de financement à ce moment-là, ce projet a été plus ou moins abandonné. Cependant, lors de l'inauguration de l'oléoduc Bakou-Tbilissi-Ceyhan en mai 2005, les présidents azerbaïdjanais, géorgien et turc ont évoqué une fois de plus la possibilité de construire un chemin de fer entre leurs trois pays. 
Pour la construction du chemin de fer sur le territoire géorgien, l'Azerbaïdjan accorde un prêt de 200 millions de dollars américains à la Géorgie, remboursable en 25 ans, avec un taux d'intérêt annuel de 1 %. Un accord de prêt concessionnel pour ce financement a déjà été signé entre une société publique géorgienne, Marabda-Karsi Railroad LLC et l'Azerbaïdjan. 
Dernièrement, l'Azerbaïdjan a de nouveau alloué au gouvernement géorgien 575 millions de dollars supplémentaires au taux de 5 % par an. En septembre 2007, le Fonds pétrolier public d'Azerbaïdjan a alloué la première tranche de 50 millions de dollars EU de ce prêt. L'Union européenne et les États-Unis ont refusé d'aider au financement ou à la promotion de la ligne parce qu'ils la considéraient comme destinée à contourner l'Arménie, soutenant plutôt la réouverture du chemin de fer Kars-Gyumri-Tbilissi, en partie grâce aux pressions exercées sur le Congrès américain. des lobbies arméniens à Washington comme ARMENPAC ou le Comité national de l'Arménie en Amérique.
La guerre russo-géorgienne et les problèmes environnementaux ont retardé le projet d'une date d'achèvement initialement prévue de 2010 à 2015, puis plus tard encore,. 
En novembre 2014, le ministre turc des Transports, Lütfi Elvan, a déclaré que 83 % du projet avait été achevé. Selon les estimations, la ligne de chemin de fer sera capable de transporter 17 millions de tonnes de marchandises et environ trois millions de passagers d'ici 2030. 
Le 30 janvier 2015, le premier train d'essai a parcouru la nouvelle voie (géorgienne) entre Akhalkalaki et Kartsakhi en présence du ministre géorgien de l'Économie et du Développement durable, Giorgi Kvirikachvili, et de la ministre azerbaïdjanaise des Transports, Ziya Mammadov. Selon Kvirikachvili, «d'importants travaux de construction sur 180 kilomètres (110 miles) de chemin de fer sont en cours et tous les efforts seront déployés pour achever les travaux ferroviaires de Bakou-Tbilissi-Kars fin 2015. En septembre 2015, les médias géorgiens ont annoncé ne commence pas avant une période indéterminée en 2016,.  
En février 2007 à Tbilissi, l'Azerbaïdjan, la Géorgie et la Turquie ont signé un accord trilatéral pour lancer la construction du chemin de fer la même année. Le 21 novembre 2007, les présidents azerbaïdjanais (Ilham Aliyev), Géorgie (Mikheil Saakachvili) et Turquie (Abdullah Gül) ont inauguré la construction du chemin de fer lors d'une cérémonie d'inauguration au carrefour de Marabda au sud de Tbilissi. La Turquie a commencé à être posée en juillet 2008 à partir de Kars,.   
La ligne de chemin de fer s'étend sur 838 kilomètres depuis Bakou, la capitale azerbaïdjanaise sur la rive occidentale de la Caspienne, à la ville de Kars, au nord-est de la Turquie en contournant volontairement l'Arménie. Sa capacité est prévue pour accueillir dans un premier temps, un million de passagers par an pour 6,5 millions de tonnes de fret. La jonction ferroviaire avec l'Europe sera achevée en 2018, lorsque la Turquie mettra la dernière pierre au tunnel ferroviaire Marmaray, en cours de construction sous la mer de Marmara.
Sa capacité sera d'un million de passagers par an pour 6,5 millions de tonnes de fret. Dans une 2e étape prévue pour 2030, sa capacité passera à 3 millions de passagers et 17 millions de tonnes de fret.
Le projet, prévu initialement pour 2012, est reporté à plusieurs reprises pour différentes raisons : changement de gouvernement en Géorgie, problèmes de financement d'une entreprise turque, difficultés liées au climat et au relief.
Le BTK est inauguré le 30 octobre 2017 en présence des représentants de l’Azerbaïdjan, de la Géorgie, du Kazakhstan, de l’Ouzbékistan et de la Turquie : leur communiqué commun y voit une promesse de « paix et de prospérité pour la région ». Le premier train de marchandises part du port d'Alat (en), sur la mer Caspienne, avec un chargement de 600 tonnes de blé : il atteint Kars le 3 novembre et le port de Mersin, sur la côte sud de la Turquie, le 4 novembre, ayant parcouru 826 km de Bakou à Kars et 1 258 km de Kars à Mersin.

## Chemins de fer préexistants
Le chemin de fer (Poti-) Tbilissi-Bakou (chemin de fer transcaucasien) a été achevé en 1883 et est resté depuis l'épine dorsale du réseau ferroviaire transcaucasien. 
En 1899, une ligne secondaire (chemin de fer Kars-Gyumri-Tbilissi) de Tbilissi à Marabda à Gyumri (alors Alexandropol) à Kars a été achevée. En raison du mauvais état des relations entre l'Arménie et la Turquie, cette ligne secondaire a été abandonnée. 
En 1986, la construction d'une ligne de chemin de fer de 160 km de Marabda (sur la ligne Tbilissi-Gyumri, à 23 km au sud de Tbilissi) vers l'ouest jusqu'à Akhalkalaki a été achevée. Cependant, cette branche est tombée en désuétude à un stade ultérieur.

## Ouverture
Le chemin de fer a été officiellement inauguré le 30 octobre 2017 dans le port Alat de Bakou, en Azerbaïdjan, par les dirigeants de l'Azerbaïdjan, de la Turquie et de la Géorgie, du Kazakhstan et de l'Ouzbékistan. Des représentants de TRACECA, des organisations internationales et financières, des délégations officielles du Tadjikistan et du Turkménistan figuraient parmi les participants à la cérémonie. La cérémonie avait été annoncée le 27 septembre par les ministres des affaires étrangères azerbaïdjanais et géorgien après le premier essai effectué par un train de voyageurs de Tbilissi à Akhalkalaki,,. 
Dans son discours lors de la cérémonie d'ouverture du chemin de fer, le président azerbaïdjanais Ilham Aliyev a déclaré : « Le chemin de fer Bakou-Tbilissi-Kars est d'une grande importance pour le développement des affaires et la coopération mutuellement bénéfique. Je suis sûr que les pays qui contribuent le plus à la coopération régionale - l'Azerbaïdjan, la Géorgie et la Turquie - seront toujours ensemble et se soutiendront mutuellement. Des projets aussi gigantesques que le chemin de fer Bakou-Tbilissi-Kars renforcent encore notre unité et notre amitié ».
L'Union européenne s'est félicitée de l'ouverture du chemin de fer Bakou-Tbilissi-Kars et l'a qualifiée de mesure majeure pour les interconnexions de transport canalisant l'Union européenne avec la Turquie, l'Azerbaïdjan, la Géorgie et l'Asie centrale. Dans la déclaration, il est indiqué que ce corridor ferroviaire assurera un meilleur réseau, créera de nouvelles circonstances commerciales et améliorera la qualité du commerce entre les parties.
En avril 2020, un train de marchandises de 82 conteneurs, d'une longueur record de 940 m, part de Kars pour distribuer différentes marchandises en Azerbaïdjan, Kazakhstan, Turkménistan et Ouzbekistan. La ligne avait connu une brève interruption à partir du 3 mars 2020 en raison de l'épidémie de COVID-19 : des précautions spéciales sont prises pour limiter les risques de contagion.

## Objectifs et enjeux politiques
L'objectif principal du projet est d'améliorer les relations économiques entre les trois pays et d'obtenir des investissements directs étrangers en reliant l'Europe et l'Asie. Certains commentateurs en Arménie ont considéré cette nouvelle voie comme une tentative de l'Azerbaïdjan pour contourner et isoler l'Arménie des projets économiques régionaux. Cependant, la route à travers l'Arménie était politiquement impossible en raison de la guerre non résolue entre l'Arménie et l'Azerbaïdjan sur le statut du Haut-Karabagh,. 
Selon Samuel Lussac, "le projet contribuera à renforcer la coopération régionale entre l'Azerbaïdjan, la Géorgie et la Turquie", mais "constituera également une nouvelle étape dans la marginalisation de l'Arménie dans le Caucase du Sud". Le président azerbaïdjanais Ilham Aliyev aurait déclaré en 2005: «Si nous réussissons avec ce projet, les Arméniens finiront dans un isolement complet, ce qui créera un problème supplémentaire pour leur avenir déjà sombre. 
En tant qu'objectifs supplémentaires, les chemins de fer devraient assurer un chiffre d'affaires stable entre l'Azerbaïdjan, la Turquie, la Géorgie et les pays situés de l'autre côté de la mer Caspienne. La formation d'infrastructures portuaires solides et le transport de pétrole et de produits pétroliers vers les marchés mondiaux font également partie des objectifs.

## Route
Au total, 105 kilomètres de ligne nouvelle ont été construits entre Kars et Akhalkalaki, 76 kilomètres en Turquie et 29 kilomètres en Géorgie. La ligne ferroviaire existante d'Akhalkalaki à Marabda et à Tbilissi et Bakou a été modernisée.
Sa longueur totale est de 826 kilomètres (513 mi) et il sera en mesure de transporter 1 million de passagers et 6,5 millions de tonnes de fret à la première étape. Cette capacité atteindra alors 3 millions de passagers et plus de 15 millions de tonnes de fret.

## Différence d'écartements
La Géorgie et l'Azerbaïdjan utilisent tous deux l'écartement large de 1 520 mm (en vigueur dans les pays de l'ex-URSS), et la section existante de la ligne de chemin de fer (Akhalkalaki-Tbilissi-Bakou) ne sera pas modifiée. Les nouvelles voies, à savoir la section géorgienne d'Akhalkalaki à la gare frontière de Kartsakhi (Géorgie : 41° 14′ 22″ N, 43° 15′ 46″ E) et la nouvelle section turque de Kartsakhi à Kars, seront construites à l'écartement standard international utilisé par la Turquie. La ligne présentera donc une rupture de voie près d'Akhalkalaki, ce qui nécessiterait soit des bogies à écartement variable, soit un échange de bogie ou un rechargement de cargaison. Les voitures voyageurs seront équipées du système d'essieux à écartement variable DB AG / RAFIL de type V pour s'adapter au changement d'écartement de 1 520 mm à 1 435 mm (écartement standard),.